# Martin Kodrić
Martin Kodrić (ur. 8 czerwca 1997 w Zagrzebiu) – chorwacki kierowca wyścigowy.

## Kariera

### Toyota Racing Series
Kodrić rozpoczął karierę w jednomiejscowych samochodach wyścigowych w 2014 roku od startów w Toyota Racing Series. W ciągu czternastu wyścigów, w zdobył łącznie 211 punktów został sklasyfikowany na 22 pozycji w końcowej klasyfikacji kierowców.

### Formuła Renault 2.0
W sezonie 2014 Chorwat dołączył do stawki Północnoeuropejskiego Pucharu Formuły Renault 2.0 oraz Alpejskiej Formuły Renault 2.0. Z dorobkiem odpowiednio 80 i 18 punktów został sklasyfikowany odpowiednio na osiemnastej i dziewiętnastej pozycji w klasyfikacji generalnej.

## Statystyki
| Sezon | Seria                                         | Zespół             | Wyścigi | Zwycięstwa | PP | NO | Podium | Punkty | Pozycja |
| ----- | --------------------------------------------- | ------------------ | ------- | ---------- | -- | -- | ------ | ------ | ------- |
| 2014  | Toyota Racing Series                          | ETEC Motorsport    | 14      | 0          | 0  | 0  | 0      | 211    | 22      |
| 2014  | Północnoeuropejski Puchar Formuły Renault 2.0 | Fortec Motorsports | 13      | 0          | 0  | 0  | 0      | 80     | 18      |
| 2014  | Alpejska Formuła Renault 2.0                  | Fortec Motorsports | 14      | 0          | 0  | 0  | 0      | 18     | 19      |